# Neriene jinjooensis
Neriene jinjooensis là một loài nhện trong họ Linyphiidae.
Loài này thuộc chi Neriene. Neriene jinjooensis được Kap Yong Paik miêu tả năm 1991.